# Dilga Corona
La Dilga Corona è una struttura geologica della superficie di Venere.